# Superliga Brasileira de Voleibol Feminino de 2019 - Série C
A Superliga Brasileira de Voleibol Feminino de 2019 - Série C foi a 2ª edição desta competição organizada pela Confederação Brasileira de Voleibol. Trata-se da terceira divisão do Campeonato Brasileiro de Voleibol Feminino, a principal competição entre clubes de voleibol feminino do Brasil. A Superliga C substituiu a extinta Taça Prata.
Participaram do torneio onze equipes provenientes de oito estados brasileiros. As onze equipes participantes foram dividas em três grupos. Todos os times jogaram entre si dentro dos respectivos grupos e o primeiro colocado de cada grupo se classificou para disputar a Superliga B Feminina 2020.

## Regulamento
A Superliga C feminina contou com a participação de 11 clubes espalhados em três sedes. Pelo formato definido para o torneio, os times foram divididos em três grupos para as sedes de Marechal Cândido Rondon, Chapecó e Recife. O campeão de cada grupo garantiu a vaga na Superliga B 2020.

### Critérios de classificação nos grupos
1. Número de vitórias;
2. Pontos;
3. Razão de sets;
4. Razão de pontos;
5. Resultado da última partida entre os times empatados.

- Placar de 3–0 ou 3–1: 3 pontos para o vencedor, nenhum para o perdedor;
- Placar de 3–2: 2 pontos para o vencedor, 1 para o perdedor.

## Equipes participantes
Segue abaixo a lista das equipes participantes da Superliga Série C de 2019.
| Sede                         | Grupo              | Equipe                  | Cidade     | Temporada 2018 |
| ---------------------------- | ------------------ | ----------------------- | ---------- | -------------- |
| Marechal Cândido Rondon (PR) |                    |                         |            |                |
| –                            | Vôlei Marechal     | Marechal Cândido Rondon | Estreante  |                |
| –                            | Foz do Iguaçu/SMEL | Foz do Iguaçu           | Estreante  |                |
| –                            | AGEE/São Carlos    | São Carlos              | Estreante  |                |
| –                            | APROVEC            | Senador Canedo          | Estreante  |                |
| Chapecó (SC)                 |                    |                         |            |                |
| –                            | ACV/Chapecó        | Chapecó                 | 2º Grupo D |                |
| –                            | Bluvôlei           | Blumenau                | 3º Grupo D |                |
| –                            | Vôlei Aeroclube    | Natal                   | Estreante  |                |
| –                            | Mackenzie          | Belo Horizonte          | Estreante  |                |
| Recife (PE)                  |                    |                         |            |                |
| –                            | Náutico Vôlei      | Recife                  | 2º Grupo A |                |
| –                            | Sport Recife       | Recife                  | Estreante  |                |
| –                            | Sada Vôlei         | Contagem                | Estreante  |                |

## Locais das partidas
| Marechal Cândido Rondon | Chapecó              | Recife                  |
| ----------------------- | -------------------- | ----------------------- |
| Ginásio Ney Braga       | Ginásio Ivo Silveira | Ginásio Marcelino Lopes |
| Capacidade: 4.200       | Capacidade: 1.500    | Capacidade: 1.200       |

## Fase Classificatória
As doze equipes participantes formam quatro grupo, sendo classificada automaticamente para Superliga B a primeira colocada.
- Vitória por 3 sets a 0 ou 3 a 1: 3 pontos para o vencedor;
- Vitória por 3 sets a 2: 2 pontos para o vencedor e 1 ponto para o perdedor.
- Não comparecimento, a equipe perde 2 pontos.
- Em caso de igualdade por pontos, os seguintes critérios servem como desempate: número de vitórias, razão de sets e razão de ralis.

|  |                        |
|  | Acesso a Série B 2020. |

### Sede Marechal
|     |                    |     | Jogos | Jogos | Jogos | Resultados | Resultados | Resultados | Resultados | Resultados | Resultados | Sets | Sets | Sets  | Pontos | Pontos | Pontos |
| Pos | Equipe             | Pts | T     | V     | D     | 3–0        | 3–1        | 3–2        | 2–3        | 1–3        | 0–3        | V    | P    | R     | V      | P      | R      |
| --- | ------------------ | --- | ----- | ----- | ----- | ---------- | ---------- | ---------- | ---------- | ---------- | ---------- | ---- | ---- | ----- | ------ | ------ | ------ |
| 1   | AGEE/São Carlos    | 8   | 3     | 3     | 0     | 1          | 1          | 1          | 0          | 0          | 0          | 9    | 3    | 3,000 | 285    | 161    | 1.770  |
| 2   | Vôlei Marechal     | 6   | 3     | 2     | 1     | 1          | 0          | 1          | 1          | 0          | 0          | 8    | 5    | 1.600 | 266    | 227    | 1.172  |
| 3   | Foz do Iguaçu/SMEL | 4   | 3     | 1     | 2     | 1          | 0          | 0          | 1          | 1          | 0          | 6    | 6    | 1,000 | 262    | 200    | 1.310  |
| 4   | APROVEC            | 0   | 3     | 0     | 3     | 0          | 0          | 0          | 0          | 0          | 3          | 0    | 9    | 0,000 | 0      | 225    | 0,000  |

#### 1ª Rodada
| Data  | Hora  |                 | Placar |                    | Set 1 | Set 2 | Set 3 | Set 4 | Set 5 | Total   | Relatório |
| ----- | ----- | --------------- | ------ | ------------------ | ----- | ----- | ----- | ----- | ----- | ------- | --------- |
| 3 out | 17:00 | AGEE/São Carlos | 3–0    | APROVEC            | 25–0  | 25–0  | 25–0  |       |       | 75–0    |           |
| 3 out | 19:00 | Vôlei Marechal  | 3–2    | Foz do Iguaçu/SMEL | 20–25 | 25–23 | 25–22 | 20–25 | 17–15 | 107–110 |           |

#### 2ª Rodada
| Data  | Hora  |                    | Placar |                 | Set 1 | Set 2 | Set 3 | Set 4 | Set 5 | Total | Relatório |
| ----- | ----- | ------------------ | ------ | --------------- | ----- | ----- | ----- | ----- | ----- | ----- | --------- |
| 4 out | 17:00 | Foz do Iguaçu/SMEL | 1–3    | AGEE/São Carlos | 23–25 | 25–18 | 20–25 | 9-25  |       | 77–68 |           |
| 4 out | 19:00 | Vôlei Marechal     | 3–0    | APROVEC         | 25–0  | 25–0  | 25–0  |       |       | 75–0  |           |

#### 3ª Rodada
| Data  | Hora  |                | Placar |                    | Set 1 | Set 2 | Set 3 | Set 4 | Set 5 | Total  | Relatório |
| ----- | ----- | -------------- | ------ | ------------------ | ----- | ----- | ----- | ----- | ----- | ------ | --------- |
| 5 out | 14:00 | APROVEC        | 0–3    | Foz do Iguaçu/SMEL | 25–0  | 25–0  | 25–0  |       |       | 75–0   |           |
| 5 out | 16:00 | Vôlei Marechal | 2–3    | AGEE/São Carlos    | 25–19 | 17–25 | 13–25 | 25–23 | 4–15  | 84–107 |           |

### Sede Chapecó
|     |                 |     | Jogos | Jogos | Jogos | Resultados | Resultados | Resultados | Resultados | Resultados | Resultados | Sets | Sets | Sets  | Pontos | Pontos | Pontos |
| Pos | Equipe          | Pts | T     | V     | D     | 3–0        | 3–1        | 3–2        | 2–3        | 1–3        | 0–3        | V    | P    | R     | V      | P      | R      |
| --- | --------------- | --- | ----- | ----- | ----- | ---------- | ---------- | ---------- | ---------- | ---------- | ---------- | ---- | ---- | ----- | ------ | ------ | ------ |
| 1   | ACV/Chapecó     | 8   | 3     | 3     | 0     | 1          | 1          | 1          | 0          | 0          | 0          | 9    | 3    | 3,000 | 265    | 257    | 1.031  |
| 2   | Bluvôlei        | 7   | 3     | 2     | 1     | 1          | 1          | 0          | 1          | 0          | 0          | 8    | 4    | 2,000 | 269    | 243    | 1.107  |
| 3   | Vôlei Aeroclube | 3   | 3     | 1     | 2     | 1          | 0          | 0          | 0          | 1          | 1          | 4    | 6    | 0.667 | 226    | 232    | 0.974  |
| 4   | Mackenzie       | 0   | 3     | 0     | 3     | 0          | 0          | 0          | 0          | 1          | 2          | 1    | 9    | 0.111 | 211    | 239    | 0.883  |

#### 1ª Rodada
| Data  | Hora  |             | Placar |                 | Set 1 | Set 2 | Set 3 | Set 4 | Set 5 | Total | Relatório |
| ----- | ----- | ----------- | ------ | --------------- | ----- | ----- | ----- | ----- | ----- | ----- | --------- |
| 3 out | 17:30 | Bluvôlei    | 3–0    | Mackenzie       | 25–20 | 25–19 | 25–22 |       |       | 75–61 |           |
| 3 out | 19:30 | ACV/Chapecó | 3–0    | Vôlei Aeroclube | 25–23 | 26–24 | 25–22 |       |       | 76–69 |           |

#### 2ª Rodada
| Data  | Hora  |             | Placar |                 | Set 1 | Set 2 | Set 3 | Set 4 | Set 5 | Total | Relatório |
| ----- | ----- | ----------- | ------ | --------------- | ----- | ----- | ----- | ----- | ----- | ----- | --------- |
| 4 out | 17:30 | Bluvôlei    | 3–1    | Vôlei Aeroclube | 19–25 | 25–20 | 25–18 | 23–19 |       | 92–82 |           |
| 4 out | 19:30 | ACV/Chapecó | 3–1    | Mackenzie       | 14–25 | 25–18 | 25–21 | 25–22 |       | 89–86 |           |

#### 3ª Rodada
| Data  | Hora  |             | Placar |                 | Set 1 | Set 2 | Set 3 | Set 4 | Set 5 | Total   | Relatório |
| ----- | ----- | ----------- | ------ | --------------- | ----- | ----- | ----- | ----- | ----- | ------- | --------- |
| 5 out | 16:00 | Mackenzie   | 0–3    | Vôlei Aeroclube | 21–25 | 23–25 | 20–25 |       |       | 64–75   |           |
| 5 out | 18:00 | ACV/Chapecó | 3–2    | Bluvôlei        | 25–20 | 25–23 | 22–25 | 13–25 | 15–9  | 100–102 |           |

### Sede Recife
|     |               |     | Jogos | Jogos | Jogos | Resultados | Resultados | Resultados | Resultados | Resultados | Resultados | Sets | Sets | Sets  | Pontos | Pontos | Pontos |
| Pos | Equipe        | Pts | T     | V     | D     | 3–0        | 3–1        | 3–2        | 2–3        | 1–3        | 0–3        | V    | P    | R     | V      | P      | R      |
| --- | ------------- | --- | ----- | ----- | ----- | ---------- | ---------- | ---------- | ---------- | ---------- | ---------- | ---- | ---- | ----- | ------ | ------ | ------ |
| 1   | Sport Recife  | 6   | 2     | 2     | 0     | 1          | 1          | 0          | 0          | 0          | 0          | 6    | 1    | 6,000 | 170    | 121    | 1.405  |
| 2   | Sada Vôlei    | 3   | 2     | 1     | 1     | 0          | 1          | 0          | 0          | 1          | 0          | 4    | 4    | 1,000 | 182    | 185    | 0.984  |
| 3   | Náutico Vôlei | 0   | 2     | 0     | 2     | 0          | 0          | 0          | 0          | 1          | 1          | 1    | 6    | 0.167 | 130    | 176    | 0.739  |

#### 1ª Rodada
| Data  | Hora  |               | Placar |            | Set 1 | Set 2 | Set 3 | Set 4 | Set 5 | Total  | Relatório |
| ----- | ----- | ------------- | ------ | ---------- | ----- | ----- | ----- | ----- | ----- | ------ | --------- |
| 7 out | 19:30 | Náutico Vôlei | 1–3    | Sada Vôlei | 28–26 | 21–25 | 23–25 | 18–25 |       | 90–101 |           |

#### 2ª Rodada
| Data  | Hora  |              | Placar |            | Set 1 | Set 2 | Set 3 | Set 4 | Set 5 | Total | Relatório |
| ----- | ----- | ------------ | ------ | ---------- | ----- | ----- | ----- | ----- | ----- | ----- | --------- |
| 8 out | 19:30 | Sport Recife | 3–1    | Sada Vôlei | 25–21 | 20–25 | 25–22 | 25–13 |       | 95–81 |           |

#### 3ª Rodada
| Data  | Hora  |               | Placar |              | Set 1 | Set 2 | Set 3 | Set 4 | Set 5 | Total | Relatório |
| ----- | ----- | ------------- | ------ | ------------ | ----- | ----- | ----- | ----- | ----- | ----- | --------- |
| 9 out | 19:30 | Náutico Vôlei | 0–3    | Sport Recife | 15–25 | 14–25 | 11–25 |       |       | 40–75 |           |

## Equipes classificadas para a Superliga Série B 2020
As seguintes equipes conquistaram o direito ao acesso: 
| Equipe          | Cidade     |
| --------------- | ---------- |
| AGEE/São Carlos | São Carlos |
| ACV/Chapecó     | Chapecó    |
| Sport Recife    | Recife     |